# 施塔特普罗采尔滕
施塔特普罗采尔滕（德語：Stadtprozelten，發音：[ˌʃtatpʁoˈtsɛltn̩] ⓘ）是德国巴伐利亚州下弗兰肯行政区米尔滕贝格县的城市，面积10.87平方千米，2023年12月31日人口为1,604人。